# QQ飞车超级联赛
QQ飞车超级联赛（英語：QQ Speed Super Cup，简称SSC）是腾讯游戏于2010年启动的阶段性《QQ飞车》联赛。比赛分为个人及团队的竞速赛和道具赛，至今仍在举办。